# Llano Alegre (Santa Cruz de Tenerife)
Llano Alegre o Mayorazgo es un barrio de la ciudad de Santa Cruz de Tenerife (Tenerife, Canarias, España), que se encuadra administrativamente dentro del distrito de Ofra-Costa Sur. Gran parte de la superficie del barrio está ocupada por el polígono industrial El Mayorazgo. 
Dos puentes conectan el barrio con Las Cabritas y el Hospital Universitario Nuestra Señora de Candelaria, al otro lado de la autopista del norte. En este barrio se encuentra actualmente la sede de Radio Televisión Canaria, así como de la otra televisión regional Mírame Televisión.

## Demografía
| 2004 | 2005 | 2006 | 2007 | 2008 | 2009 | 2010 |
| ---- | ---- | ---- | ---- | ---- | ---- | ---- |
| 583  | 623  | 646  | 744  | 748  | 748  | 751  |

## Edificios y lugares de interés
- Cementerio de Santa Lastenia

## Transportes
En guagua queda conectado mediante las siguientes líneas de Titsa: 
| Línea | Trayecto                                            | Recorrido | Frecuencia |
| ----- | --------------------------------------------------- | --------- | ---------- |
| 903   | Muelle Norte - Moraditas de Taco (por Llano Alegre) | Recorrido | Varía      |